# Sentimental (álbum)
Sentimental es un álbum de Julio Iglesias lanzado en 1980 bajo el sello CBS e incluye varias de sus canciones en francés incluyendo la versiones de Hey, Júrame y Caminito.

## Lista de Canciones
1. C'est Ma Vie (Júrame) 4:06
2. Elle (Morriñas)	3:27
3. Je Chante (Por Ella)	3:58
4. Une Nuit De Carnaval (Paloma Blanca)	2:50
5. Ma Chance Et Ma Chanson (La Nave del Olvido)	4:20
6. Quand Tu N'es Plus Là (Caminito)	3:31
7. Sentimental (Un Sentimental)	3:55
8. Il Faut Toujours Un Perdant (Hey)	5:00
9. Jolie (Pájaro Chogui)	3:05
10. J'ai Besoin D'un Peu D'amour (Por un poco de tu amor) 2:58

## Categorías
- Datos: Q7451252